# Monte Merón
El monte Merón (en hebreo: הר מירון, Har Meron, en árabe Yabal al-Yarmaq جبل الجرمق ) es una montaña de Israel, en Oriente Próximo. Tiene un significado especial en la tradición religiosa judía y algunas de sus zonas han sido declaradas reserva natural.
Con 1.208 metros sobre el nivel del mar, Merón es el pico más alto de Israel, si no se tienen en cuenta algunas elevaciones de los Altos del Golán.
En 1965, se estableció una reserva natural de 8.400 hectáreas, ampliada en ~120 hectáreas adicionales en 2005, siendo en la actualidad la reserva más extensa y alta de Israel fuera del Golán.